# 박철의 빵빵한 라디오
박철의 빵빵한 라디오는 Cpbc FM에서 2018년 5월 15일부터 2020년 8월 15일까지 2년간 방송되었던 라디오 프로그램이다.
DJ는 박철이며, 방송시간은 월~토요일 저녁 6시 5분부터 저녁 8시까지이다.